# Automeris cuscosylviae
Automeris cuscosylviae é uma espécie de mariposa do gênero Automeris, da família Saturniidae.
Sua ocorrência foi registrada no Peru, no departamento de Cusco, Vallé de Quillabamba, a 1600 m de altitude. Foi ainda registrada no Equador.